# Ronald Ouellet
Ronald Ouellet (ur. 28 listopada 1946 w Saint-Jean-sur-Richelieu) – kanadyjski zapaśnik walczący w stylu wolnym. Olimpijczyk z Monachium 1972, gdzie zajął szesnaste miejsce w wadze lekkiej.

## Letnie Igrzyska Olimpijskie 1972
| Konkurencja      | Rundy eliminacyjne | Rundy eliminacyjne | Rundy eliminacyjne       | Klas. końcowa |
| Konkurencja      | Przeciwnik I       | Przeciwnik II      | Przeciwnik III           | Miejsce       |
| ---------------- | ------------------ | ------------------ | ------------------------ | ------------- |
| 68 kg styl wolny | Klaus Rost (FRG) P | Safer Sali (YUG) Z | Georges Carbasse (FRA) P | 16.           |